# Dan Mihai Marian
Dan Mihai Marian (n. 29 noiembrie 1972, orașul Huși, județul Vaslui) este un politician român, fost membru al Parlamentului României.
În legislatura 2004-2008, Dan Mihai Marian a fost ales deputat pe listele PNL și a fost membru în grupurile parlamentare de prietenie cu Republica Elenă și Republica Arabă Egipt. În legislatura 2008-2012, Dan Mihai Marian a fost ales deputat pe listele PNL dar din iunie 2009 a devenit deputat independent iar din ianuarie 2010 a devenit membru PDL. În legislatura 2008-2012, Dan Mihai Marian  fost membru în grupurile parlamentare de prietenie cu Georgia și Republica Lituania. În legislatura 2012-2016, Dan Mihai Marian a fost ales senator pe listele PDL, în februarie a devenit membru PDL și a fost membru în grupurile parlamentare de prietenie cu Republica Bulgaria, Ucraina și Republica Armenia.  